# Порталес
Порталес (на английски: Portales) е град в Ню Мексико, Съединени американски щати, административен център на окръг Рузвелт.
В града се намира Източният университет на Ню Мексико, основан през 1934 и трети по големина в щата.
Населението на Порталес е 11 850 души (по приблизителна оценка от 2017 г.).
В Порталес умира писателят Джон Уилямсън (1908 – 2006).